# Маленький олень
«Маленький олень», также известная как «Раненый олень» (исп. El venado herido) — картина мексиканской художницы Фриды Кало, созданная в 1946 году. Произведение передаёт физические и эмоциональные страдания, переживаемые Фридой, что отражает характерную для неё манеру подачи материала на протяжении всего творчества. «Маленький олень», в частности, был создан в конце жизни Кало, когда она переживала болезненное состояние. Кало сочетает в картине доколумбовые, буддийские и христианские символы, чтобы выразить широкий спектр влияний на её творчество убеждения.
Приблизительно в то время, когда она писала «Маленького оленя», Фрида Кало сделала набросок молодого оленя в своём дневнике, прообразом которого, предположительно, стал ее домашний олень Гранисо (исп. Granizo). Кало преподнесла картину своим близким друзьям Аркадию и Лине Бойтлер в качестве свадебного подарка.

## Описание
В «Маленьком олене» Кало изобразила себя в виде гибрида животного и человека, изобразив на полотне тело оленя со своей головой, на которой растут рога оленя. Олень стоит, его ноги напряжены: передняя правая нога приподнята над землёй, как будто он ранен или находится в движении. В теле оленя девять стрел, из ран течёт кровь. Олень находится в лесу, девять деревьев находятся справа от оленя, сломанная ветка лежит на переднем плане. Видны только стволы деревьев, листва на картине не изображена. Одна из ветвей деревьев на переднем плане обрублена, вероятно, что это она лежит на земле перед оленем. Сломанная ветка выделяется на фоне лесной почвы. Кало изобразила оленя с собственным автопортретом вместо оленьей морды. Её стоический взгляд обращён на зрителя, на лице нет признаков боли, шея и голова выпрямлены, облик оленя отображён в настороженной позе. Из затылка торчит пара оленьих ушей вместе с человеческими ушами самой Кало. На заднем плане, на фоне водяной глади, пробивающейся сквозь стволы деревьев, изображено белое облако, из него ударяет молния. В левом нижнем углу картины написано слово «карма» (karma) сразу после подписи художника и года создания. Раненый олень представлен, преимущественно, в зелёных, коричневых и серых тонах вместе с небольшими вкраплениями синего и красного цветов. Размеры полотна небольшие и составляют всего 22,4 на 30 см.

## Интерпретация и анализ
В этой картине Кало делится со зрителем своей внутренней болью, преследовавшей её всю жизнь. Боль, которую она передаёт не только как физическое чувство, но и как эмоциональное страдание, вызванное её отношениями с Диего Риверой. По сравнению с грандиозными фресками её мексиканских современников, таких как Ривера, Давид Альфаро Сикейрос и Хосе Клементе Ороско, картины Кало были маленькими. Ряд критиков интерпретируют масштаб её работ как признак изоляции, которая подчёркивала её болезненное положение.
Сломанная ветка на картине перекликается с мексиканской традицией класть ветку дерева на могилу. Она могла быть для автора символом ухудшающегося состояния здоровья художницы. Тем не менее, несмотря на символы и раны на теле оленя, Кало рисует свой автопортрет не с выражением тоски и боли, а напротив — сильным, волевым и спокойным.
Обращает на себя внимание тот факт, что рога на голове животного принадлежат оленю-самцу, а не самке. Кало представила себя на картине в образе мужчины и женщины, а также человека и животного. Гибридная форма художественного образа часто объясняется исследователями её творчества как влияние на художницу доколумбовых идей и традиций. Это также выражается через широко представленное в картине число 9. Фрида Кало, согласно календарю ацтеков, родилась в девятый день. Это число прослеживается в количестве стрел в теле оленя, стволов деревьев в левой части картины, оконечностей рогов оленя.
На картине передняя правая нога оленя поднята над землей, что, возможно, служит отражением собственной болезни Фриды. В то время, когда она создавала «Маленького оленя», ей было трудно ходить, так как позднее она перенесла операцию на позвоночнике в том же году.
Отсылка к христианству в картине прослеживается через историю святого Себастьяна, привязанного к дереву и пронзённого множеством стрел.